# Araiostegia squamata
Araiostegia squamata là một loài dương xỉ trong họ Davalliaceae. Loài này được Decne. Fraser-Jenk. mô tả khoa học đầu tiên năm 2008.